# Andreas Vojta
Andreas Vojta (ur. 9 czerwca 1989 w Wiedniu) – austriacki lekkoatleta specjalizujący się w biegach średnio oraz długodystansowych.
Dwukrotny brązowy medalista uniwersjady, w 2013 roku w biegu na 800 metrów oraz w 2017 roku w biegu na 5000 m. Uczestnik igrzysk olimpijskich 2012 w Londynie, podczas których odpadł w eliminacjach biegu na 1500 metrów. Uczestnik mistrzostw świata (2011, 2013), halowych mistrzostw świata (2014), mistrzostw Europy (2010, 2012, 2014, 2016, 2018, 2022). Startował także wielokrotnie w mistrzostwach Europy w biegach przełajowych. Reprezentował Austrię w drużynowych mistrzostwach Europy. W 2014 roku zajął 4. miejsce młodzieżowych mistrzostw Europy w biegu na 1500 metrów.
Multimedalista mistrzostw Austrii oraz halowych mistrzostw Austrii.

## Rezultaty
| Rok  | Impreza                                   | Miejsce    | Konkurencja                   | Pozycja     | Wynik    |
| ---- | ----------------------------------------- | ---------- | ----------------------------- | ----------- | -------- |
| 2009 | Mistrzostwa Europy w biegach przełajowych | Dublin     | bieg młodzieżowców (8,018 km) | 57. miejsce | 27:14    |
| 2010 | II liga drużynowych mistrzostw Europy     | Belgrad    | bieg na 1500 m                | 2. miejsce  | 3:49,64  |
| 2010 | Mistrzostwa Europy                        | Barcelona  | bieg na 1500 m                | 11. miejsce | 3:45,68  |
| 2010 | Mistrzostwa Europy w biegach przełajowych | Albufeira  | bieg młodzieżowców (8,17 km)  | 46. miejsce | 25:32    |
| 2011 | Halowe mistrzostwa Europy                 | Paryż      | bieg na 1500 m                | eliminacje  | 3:49,24  |
| 2011 | II liga drużynowych mistrzostw Europy     | Nowy Sad   | bieg na 800 m                 | 1. miejsce  | 1:48,80  |
| 2011 | Młodzieżowe mistrzostwa Europy            | Ostrawa    | bieg na 1500 m                | 4. miejsce  | 3:50,75  |
| 2011 | Mistrzostwa świata                        | Daegu      | bieg na 1500 m                | eliminacje  | 3:41,34  |
| 2011 | Mistrzostwa Europy w biegach przełajowych | Velenje    | bieg młodzieżowców (8 km)     | 35. miejsce | 24:25    |
| 2012 | Mistrzostwa Europy                        | Helsinki   | bieg na 1500 m                | 10. miejsce | 3:53,23  |
| 2012 | Igrzyska olimpijskie                      | Londyn     | bieg na 1500 m                | eliminacje  | 3:43,52  |
| 2012 | Mistrzostwa Europy w biegach przełajowych | Szentendre | bieg seniorów (9,9 km)        | 60. miejsce | 31:56    |
| 2013 | Halowe mistrzostwa Europy                 | Göteborg   | bieg na 1500 m                | eliminacje  | 3:45,54  |
| 2013 | II liga drużynowych mistrzostw Europy     | Kowno      | bieg na 1500 m                | 1. miejsce  | 3:50,53  |
| 2013 | Uniwersjada                               | Kazań      | bieg na 800 m                 | 3. miejsce  | 1:47,31  |
| 2013 | Mistrzostwa świata                        | Moskwa     | bieg na 1500 m                | eliminacje  | 3:41,51  |
| 2013 | Mistrzostwa Europy w biegach przełajowych | Belgrad    | bieg seniorów (10 km)         | 58. miejsce | 31:33    |
| 2014 | Halowe mistrzostwa świata                 | Sopot      | bieg na 1500 m                | eliminacje  | 3:42,10  |
| 2014 | II liga drużynowych mistrzostw Europy     | Ryga       | bieg na 1500 m                | 1. miejsce  | 3:45,86  |
| 2014 | Mistrzostwa Europy                        | Zurych     | bieg na 1500 m                | eliminacje  | DQ       |
| 2014 | Mistrzostwa Europy w biegach przełajowych | Samokow    | bieg seniorów (10,01 km)      | 45. miejsce | 34:42    |
| 2015 | Halowe mistrzostwa Europy                 | Praga      | bieg na 3000 m                | eliminacje  | 8:20,56  |
| 2015 | III liga drużynowych mistrzostw Europy    | Baku       | bieg na 1500 m                | 3. miejsce  | 3:51,28  |
| 2015 | Uniwersjada                               | Gwangju    | bieg na 800 m                 | eliminacje  | 1:54,18  |
| 2015 | Uniwersjada                               | Gwangju    | bieg na 1500 m                | 10. miejsce | 3:54,58  |
| 2015 | Mistrzostwa Europy w biegach przełajowych | Hyères     | bieg seniorów (10,117 km)     | 49. miejsce | 31:37    |
| 2016 | Mistrzostwa Europy                        | Amsterdam  | bieg na 1500 m                | eliminacje  | 3:46,32  |
| 2016 | Mistrzostwa Europy w biegach przełajowych | Chia       | bieg seniorów (9,94 km)       | 48. miejsce | 30:02    |
| 2017 | Halowe mistrzostwa Europy                 | Belgrad    | bieg na 3000 m                | 10. miejsce | 8:09,18  |
| 2017 | II liga drużynowych mistrzostw Europy     | Tel Awiw   | bieg na 1500 m                | 4. miejsce  | 3:44,90  |
| 2017 | Uniwersjada                               | Tajpej     | bieg na 5000 m                | 3. miejsce  | 14:02,65 |
| 2017 | Mistrzostwa Europy w biegach przełajowych | Šamorín    | bieg seniorów (10,18 km)      | 32. miejsce | 31:05    |
| 2018 | Puchar Europy w biegu na 10 000 metrów    | Londyn     | bieg na 10 000 m (finał B)    | 2. miejsce  | 28:33,99 |
| 2018 | Mistrzostwa Europy                        | Berlin     | bieg na 5000 m                | 19. miejsce | 13:42,75 |
| 2018 | Mistrzostwa Europy w biegach przełajowych | Tilburg    | bieg seniorów (10,3 km)       | 66. miejsce | 31:09    |
| 2019 | Halowe mistrzostwa Europy                 | Glasgow    | bieg na 3000 m                | eliminacje  | 8:09,72  |
| 2019 | Puchar Europy w biegu na 10 000 metrów    | Londyn     | bieg na 10 000 m (finał A)    | 34. miejsce | 29:21,22 |
| 2019 | II liga drużynowych mistrzostw Europy     | Varaždin   | bieg na 3000 m                | 5. miejsce  | 8:13,48  |
| 2019 | II liga drużynowych mistrzostw Europy     | Varaždin   | bieg na 5000 m                | 1. miejsce  | 14:28,01 |
| 2019 | Mistrzostwa Europy w biegach przełajowych | Lizbona    | bieg seniorów (10,3 km)       | 38. miejsce | 31:52    |
| 2020 | Halowe mistrzostwa krajów bałkańskich     | Stambuł    | bieg na 3000 m                | 1. miejsce  | 7:54,75  |
| 2021 | Halowe mistrzostwa Europy                 | Toruń      | bieg na 3000 m                | eliminacje  | 7:53,07  |
| 2021 | Mistrzostwa krajów bałkańskich            | Smederevo  | bieg na 5000 m                | 2. miejsce  | 13:57,24 |
| 2021 | Mistrzostwa Europy w biegach przełajowych | Dublin     | bieg seniorów (10 km)         | 29. miejsce | 31:35    |
| 2022 | Puchar Europy w biegu na 10 000 metrów    | Pacé       | bieg na 10 000 m (finał A)    | 13. miejsce | 28:06,88 |
| 2022 | Mistrzostwa Europy                        | Monachium  | bieg na 10 000 m              | 22. miejsce | 29:56,71 |
| 2022 | Mistrzostwa Europy w biegach przełajowych | Turyn      | bieg seniorów (9,572 km)      | 29. miejsce | 30:49    |
| 2023 | Puchar Europy w biegu na 10 000 metrów    | Pacé       | bieg na 10 000 m (finał A)    | 22. miejsce | 28:55,99 |
| 2023 | III dywizja drużynowych mistrzostw Europy | Chorzów    | bieg na 5000 m                | 2. miejsce  | 14:17,02 |
| 2023 | Mistrzostwa świata w biegach ulicznych    | Ryga       | półmaraton                    | 42. miejsce | 1:02:55  |
| 2023 | Mistrzostwa Europy w biegach przełajowych | Bruksela   | bieg seniorów (9 km)          | 42. miejsce | 31:39    |
| 2024 | Mistrzostwa Europy                        | Rzym       | półmaraton                    | 42. miejsce | 1:05:38  |
| 2024 | Mistrzostwa Europy                        | Rzym       | półmaraton (drużynowo)        | 9. miejsce  | 3:16:12  |
| 2024 | Mistrzostwa Europy w biegach przełajowych | Antalya    | bieg seniorów (7,832 km)      | 89. miejsce | 27:23    |
| 2025 | II dywizja drużynowych mistrzostw Europy  | Maribor    | bieg na 5000 m                | 9. miejsce  | 14:11,69 |

## Rekordy życiowe
- bieg na 800 metrów (hala) – 1:47,14 (31 stycznia 2013, Linz)
- bieg na 800 metrów (stadion) – 1:46,59 (15 czerwca 2013, Salzburg)
- bieg na 1500 metrów (hala) – 3:38,99 (31 stycznia 2012, Wiedeń)
- bieg na 1500 metrów (stadion) – 3:36,11 (12 lipca 2014, Glasgow)
- bieg na 3000 metrów (hala) – 7:51,17 (21 lutego 2020, Madryt)
- bieg na 3000 metrów (stadion) – 7:49,75 (19 maja 2021, Ostrawa)
- bieg na 5000 metrów (stadion) – 13:24,03 (8 września 2020, Ostrawa)
- bieg na 10 000 metrów (stadion) – 28:06,88 (28 maja 2022, Pacé)